# 杨政
杨政（1098年—1157年），字直夫，原州临泾（今甘肃镇原）人，南宋初年抗金名將。

## 生平
宣和末年應募為弓箭手，靖康初年，因拒夏人，稍知名。建炎間，從吳玠擊金人，九戰九捷。累功至武顯郎(武階，第三十七階，從七品)。绍兴元年（1131年）五月，金军攻打箭笞关，吴玠派杨政击败金军，斬千戶一員，酋長兩員，遷右武大夫(武階，第十四階，從六品)。十月，金軍集結，號稱十萬，吳玠與之相持，派楊政出戰，士卒無不以一百，一日與金軍十次交戰，后出奇兵斷金軍糧道，金軍因缺糧退兵，楊政乘勢率兵掩殺，俘獲萬戶及首領三百餘人、甲士八百六十人，功拜恭州刺史(階官，從五品)。二年（1132年），金軍合步騎兵數千立寨于魚龍川口，楊政率兵大破之，升隴州團練使(階官，從五品)，知方山原（今陕西陇县西南）。三月，金人大軍來襲，楊政率兵破之。選知凤州（今凤县东北）。三年（1133年），金軍攻打饒風關，楊政隨吳玠參與饒風關之戰。六月，进明州觀察使(階官，正五品)、知慶陽府兼節制成鳳州軍事。四年（1134年），金將撒離喝裒精兵十萬，欲取道仙人關入蜀，至上奢田。吳玠築壘於關外，政曰：「此地為蜀厄塞，當堅守，時出奇擊之。」吳玠用其言。金人變態多端，楊政隨機應之，連日百餘戰。敵帥督戰益急，政命卒以神臂弓射之；又選甲士千餘出山谷，斷其兵，使不得進退；又出敵不意，夜斫其營。敵遂遁去，追至河池而還。十月，授龍衛神衛四廂都指揮使(軍職，從五品)、環慶路經略安撫使(差遣)、同统制关外军马。十二月，授武康軍承宣使（階官，正四品）。五年（1135年）二月，金军南渡淮河侵宋，川陕宣抚副使吴玠在西北呼应东南抗金，派杨政与定国军承宣使、统制关外军马吴璘率军北上攻克秦州，击败金国援军，安撫百姓，秋毫無犯。杨政升任泾原路经略安抚使，兼環慶、利州路安抚使。八年（1138年），宋金第一次和议，次年（1139年）合議成，金以陕西地归宋，杨政得以迎回家属。六月，四川宣抚使吴玠去世。七月，杨政为熙河蘭鞏路经略安抚使、知熙州事（今临洮）。十年（1140年）三月，移知兴元府。五月，金军从河东渡黄河攻占陕西大片地区，杨政率军在凤翔府城南寨和宝鸡击败金军；又与吴璘联合在凤翔府附近抗击金军。六月，授节钺，拜武當軍節度使(階官，從二品)、侍衛親軍步军司都虞侯(軍職，從五品)。
十年（1140年），徙利州，又徙興元府，金人逾盟，楊政獻迎敵之策，川陝宣撫副使司都統制，都统制司置于兴元府，杨政兼知兴元府事、利州路安抚使，破金人于鳳翔城南砦，獲戰馬數百匹。十一年（1141年），宋金绍兴和议后，高宗召楊政回臨安府，入見奏事詳明，高宗贊之。十三年（1143年），還鎮，加檢校少保，賜田五十頃。十四年（1144年）九月，利州路分为东、西两路，杨政改兼利州东路安抚使，屯駐兴元府。十八年（1148年）五月，撤销四川宣抚使司，杨政任兴元府駐扎御前诸军都统制。二十一年（1151年），拜太尉(武階，第一階，正二品)。二十七年（1157年）二月卒，年60，贈開府儀同三司(文階，第一階，從一品)，赙银帛千匹两，谥号襄毅，封其妻永宁郡夫人南氏为崇国夫人。

## 家族
- 曾祖：楊諒，贈太子太保
- 曾祖母：任氏、贈河陽郡夫人
- 祖：楊榮，贈太子太傅
- 祖母：雷氏，贈武陵郡夫人
- 父：杨志，終官修武郎、贈太子太師
- 母：程氏，封感义郡太夫人、贈高密郡夫人
- 兄：杨元，承节郎
- 兄：杨信，承信郎
- 弟：杨仲，武义大夫，閤门宣赞舍人，行营右护军右部正将
- 妻：侯氏，贈通義郡夫人
- 妻：南氏，累封同安郡夫人、崇国夫人
- 子：杨厦，成忠郎
- 子：杨庥，成忠郎
- 子：杨赓，忠训郎、閤门邸侯、利州路第五将正将

## 延伸阅读
[在维基数据编辑]
 《宋史·卷367》，出自脱脱《宋史》